# روبن رودريغوس (لاعب كرة قدم)
روبن رودريغوس هو لاعب كرة قدم برتغالي في مركز الهجوم، ولد في 2 يونيو 1987 في بونتا ديلغادا في البرتغال. لعب مع نادي سانتا كلارا.